# Gocce di memoria
Gocce di memoria è un singolo della cantautrice italiana Giorgia, pubblicato il 20 marzo 2003 come estratto dalla colonna sonora del film La finestra di fronte.

## Descrizione
Gocce di memoria è un brano d'impronta autobiografica che afferma l'importanza dei ricordi, gli unici in grado di farci ricongiungere con le persone che sono entrate nella nostra vita e che hanno lasciato un segno. Nello specifico rappresenta un omaggio a Alex Baroni, compagno di Giorgia fino a pochi mesi prima della morte di quest'ultimo avvenuta nel 2002 per un incidente stradale in motocicletta.
Il brano è stato scritto dalla stessa Giorgia e composto da Andrea Guerra, compositore della colonna sonora de La finestra di fronte ed è stato successivamente incluso anche nel sesto album in studio della cantante: Ladra di vento.

## Video musicale
Il video è stato girato sul ponte Sisto, a Roma, lo stesso che si vede all'inizio del film La finestra di fronte. Il video è diretto dall'aiuto regista del film Gianluca Mazzella, e vi compare lo stesso cast: tra gli altri, la protagonista Giovanna Mezzogiorno.

## Riconoscimenti
Con questo brano Giorgia ha vinto nel 2003 il Nastro d'argento alla migliore canzone originale, tre Italian Music Awards nelle categorie Miglior singolo, Miglior composizione e Miglior arrangiamento e il premio Gransito Movie Awards come Miglior canzone. Per il compositore Andrea Guerra sono stati assegnati il Ciak d'oro come Miglior colonna sonora, il Globo d'oro e il David di Donatello.
Nel 2020 è stato incluso tra i 45 brani più belli della musica italiana all'interno dell'evento radiofonico I Love My Radio.

## Tracce
1. Gocce di memoria – 4:16 (testo: Giorgia – musica: Andrea Guerra)
2. We've Got Tonight (duet with Ronan Keating) – 3:40 (Bob Seger) – originariamente interpretata da Bob Seger

## Formazione
Musicisti
- Giorgia – voce
- Andrea Guerra – arrangiamento, tastiera, programmazione, arrangiamento strumenti ad arco
- Rocco Petruzzi – arrangiamento, tastiera, programmazione
- Michael Baker – batteria
- Adriano Guarino – chitarra
- Luca Salvadori – pianoforte

Produzione
- Andrea Guerra – produzione
- Rocco Petruzzi – produzione, registrazione, missaggio
- Livio Magnini – ingegneria del suono, registrazione, missaggio
- Damiano Antinori – assistenza tecnica
- Mimmo D'Alessandro – produzione esecutiva

## Successo commerciale
Dal 20 marzo 2003 al 25 settembre dello stesso anno, Gocce di memoria è rimasto nella Top 20 dei singoli più venduti della classifica italiana per un totale di ventotto settimane. Per sette settimane è rimasta alla prima posizione, per sei settimane alla seconda e per tre settimane alla terza, mantenendo la Top 3 italiana per sedici settimane consecutive. È pertanto risultato il singolo più venduto dell'anno.
Il singolo ha inoltre raggiunto il podio dei brani più trasmessi in radio.

## Classifiche

### Classifiche settimanali
| Classifica (2003) | Posizione massima |
| ----------------- | ----------------- |
| Italia            | 1                 |
| Svizzera          | 70                |

### Classifiche di fine anno
| Classifica (2003) | Posizione |
| ----------------- | --------- |
| Italia            | 1         |